# Idiazabal (Baskenland)
Idiazabal (spanisch Idiazábal, umgangssprachlich Izal) ist ein Ort und eine Gemeinde in der Provinz Gipuzkoa im spanischen Baskenland. Sie hat 2.268 Einwohner (Stand: 2024).

## Geografie
Idiazabal liegt etwa 55 Kilometer südöstlich von Bilbao und 45 Kilometer südsüdwestlich von der Provinzhauptstadt Donostia-San Sebastián in einer Höhe von ca. 210 m.

## Bevölkerungsentwicklung
| 1900 | 1950 | 1970 | 1981 | 1991 | 2001 | 2011 | 2021 |
| ---- | ---- | ---- | ---- | ---- | ---- | ---- | ---- |
| 1423 | 1712 | 1995 | 2064 | 2057 | 2025 | 2280 | 2281 |

## Sehenswürdigkeiten

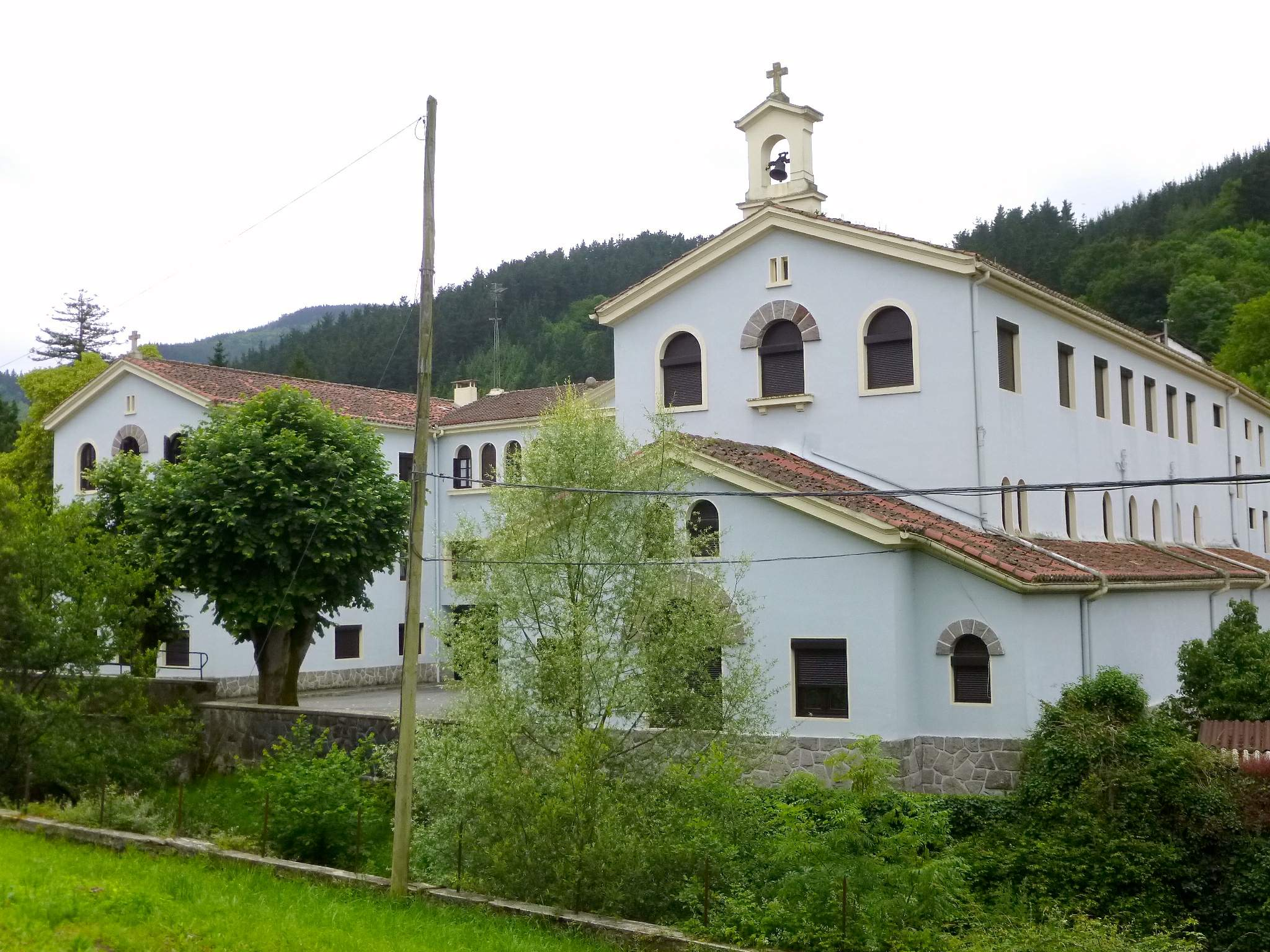
Konvent
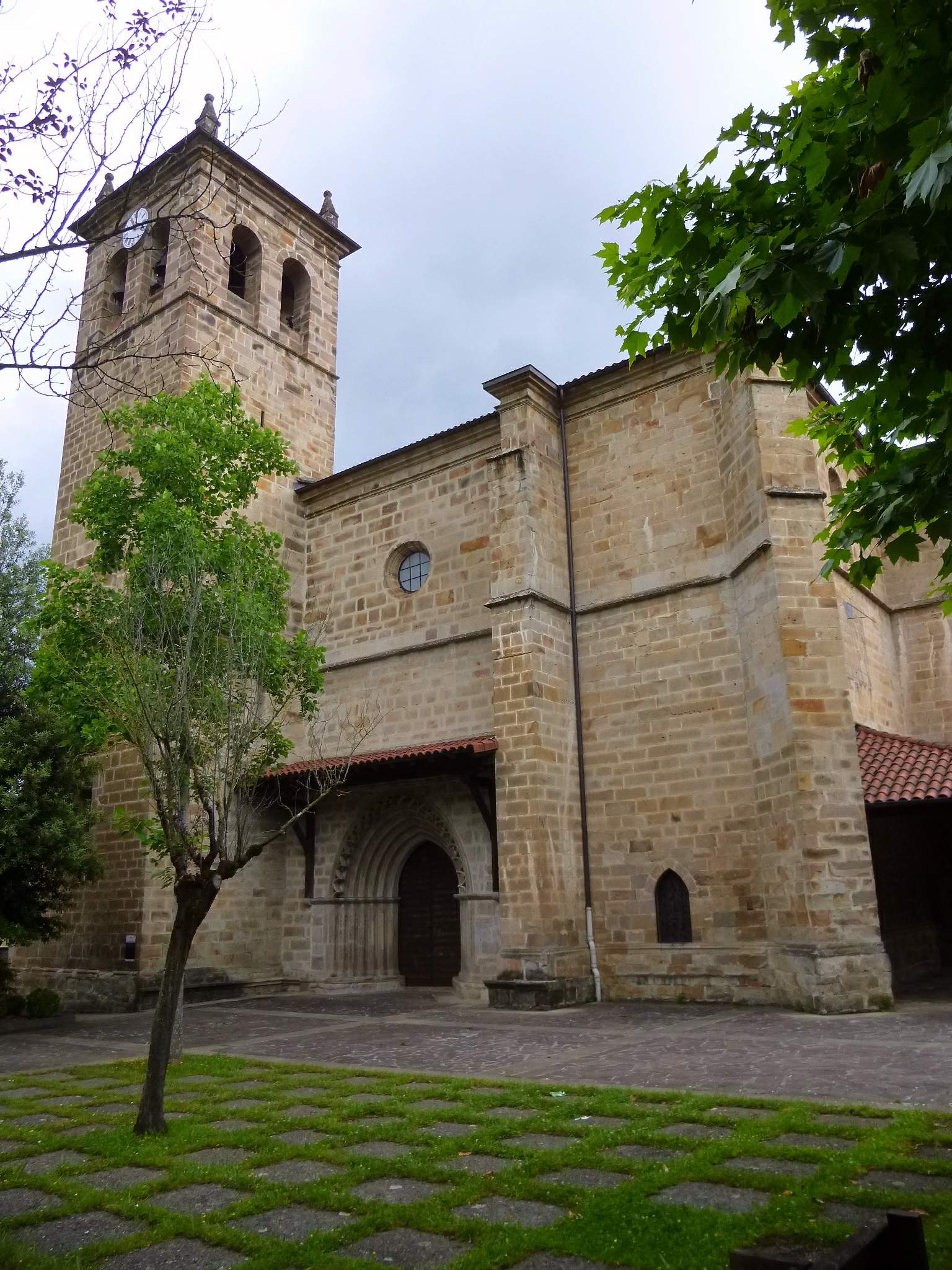
Michaeliskirche
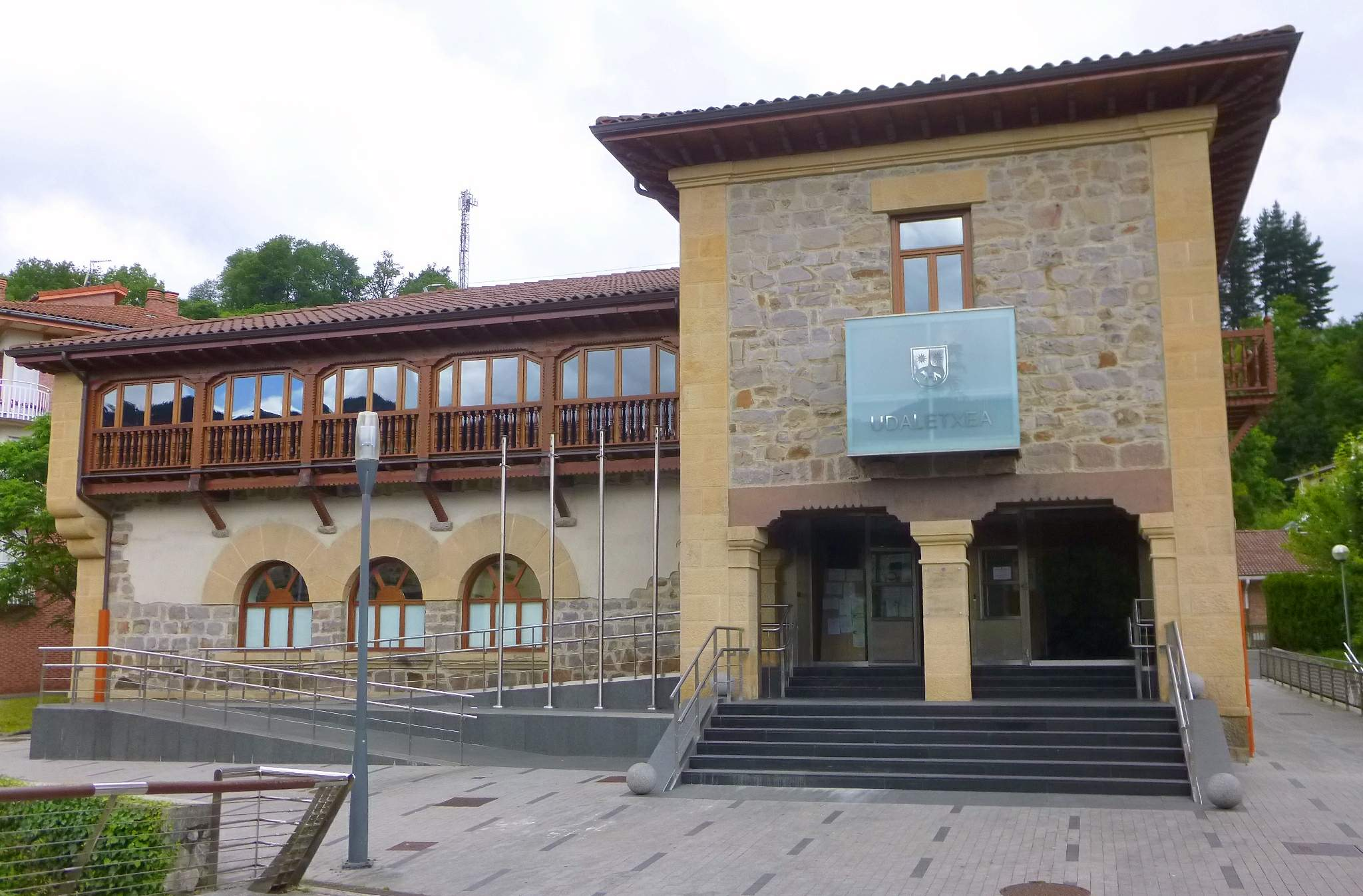
Rathaus

- Konvent
- Michaeliskirche
- Rathaus

## Spezialitäten
Überregional bekannt ist der Idiazábal-Käse mit geschützter Herkunftsbezeichnung.

## Persönlichkeiten
- Mateo Múgica Urrestarazu (1870–1968), Bischof von Osma (1918–1923), von Pamplona (1923–1928) und von Vitoria (1928–1937)
- Ane Mintegi del Olmo (* 2003), Tennisspielerin